# ديك لاو
ديك لاو (بالصينية: 劉少維) هو لاعب إسكواش صيني، ولد في 20 ديسمبر 1985 في هونغ كونغ في الصين.

## وصلات خارجية
- ديك لاو على موقع الاتحاد الدولي لمحترفي الاسكواش (مؤرشف) (الإنجليزية)
- ديك لاو على موقع SquashInfo.com (الإنجليزية)